# Chris de Burgh
Chris de Burgh (født Christopher John Davison 15. oktober 1948 i Argentina) er en irsk musiker, sanger og sangskriver.
Chris de Burgh fik sit gennembrud i Storbritannien, USA og Europa med hittet Lady in Red fra 1986.

## Diskografi

### Albums
- Far Beyond These Castle Walls... (1975)
- Spanish Train And Other Stories (1975)
- At The End Of A Perfect Day (1977)
- Crusader (1979)
- Eastern Wind (1980)
- Best Moves (opsamlingsalbum med lidt nyt materiale) (1981)
- The Getaway (1982)
- Man on the Line (1984)
- Into the Light (1986)
- Flying Colours (1988)
- High On Emotion – Live From Dublin (live) (1990)
- Power Of Ten (1992)
- This Way Up (1994)
- Beautiful Dreams (1995)
- The Love Songs (opsamlingsalbum med lidt nyt materiale) (1997)
- Quiet Revolution (1999)
- Timing Is Everything... (2002)
- The Road To Freedom (2004)
- The River Sessions (2-CD, indspillet live i Glasgow) (2004)
- Live In Dortmund (live) (2005)
- The Storyman (2006)